# タッカー円

パラメタtにおけるタッカー円（茶）、外接円（紫）、第一ルモワーヌ円（緑）、第二ルモワーヌ円（赤）第三ルモワーヌ円（橙）、六点円（青）

タッカー円（タッカーえん、英: Tucker circles）は、幾何学において、ロバート・タッカーの名を冠する三角形の円の集合である。集合であることを明示する場合、タッカー円の群またはタッカー属とも言われる。タッカー円の特殊な場合として、外接円、 第一ルモワーヌ円、第二ルモワーヌ円、第三ルモワーヌ円、テイラー円などがある。

## 定義

辺の平行線、逆平行線からなるタッカー六角形とその外接円タッカー円（赤）。

三角形の辺またはその延長上のある点から、他の辺の平行線か逆平行線を引く。その直線と3つめの辺（またはその延長）から、次の辺の、平行線と逆平行線のうち、先とは異なる方の直線を引き、別の辺との交点を取る。この操作を延べ6回繰り返して得た点は最初に決めた点と一致する。また、6回の操作の中で得た6点は共円である（タッカーの定理）。 
具体的に書けば、△ABCについて、直線AB上の点Qcを取り、Qcを通るACの平行線（逆平行線）とBCの交点をPa、Paを通るABの逆平行線（平行線）とACの交点をQb、Qbを通るBCの平行線（逆平行線）とABの交点をPc、Paを通るACの逆平行線（平行線）とBCの交点をQa、Qaを通るABの平行線（逆平行線）をPbとすると、Pbを通るBCの逆平行線（平行線）とABはQcで交わり、さらに六点Qc, Pa, Qb, Pc, Qa, Pbは同一円周上にある。
この円をタッカー円といい、文中の平行線と逆平行線を辺とする六角形をタッカー六角形（Tucker hexagon）という。タッカー六角形はルモワーヌ六角形の一般化である。

## 性質と関係

タッカー円とタッカー六角形（茶）

直線（ブロカール軸）上に中心を持つタッカー円の包絡線はブロカール内接楕円（赤）。

以下では、基準三角形△ABCの類似重心をK、外心をO、 タッカー六角形をQcPaQbPcQaPbとする。ただしQcPa, QbPc,  QaPbが各辺と逆平行である。また、Tをタッカー円の中心、LをAKとQbPcの交点、MをBKとQcPaの交点、NをCKとQaPbの交点、 Ha, Hb, Hcをそれぞれ△ABCの各頂垂線の垂足と定義する。 
- 三角形の辺の逆平行線であるタッカー六角形の辺の長さは等しい。つまり{\displaystyle |Q_{b}P_{c}|=|Q_{c}P_{a}|=|Q_{a}P_{b}|} 。
- 頂点と類似重心を結ぶ直線によって二等分される[7]。つまり{\displaystyle |Q_{b}L|=|LP_{c}|=|Q_{c}M|=|MP_{a}|=|Q_{a}N|=|NP_{b}|}。

- 逆平行線であるタッカー六角形の辺は、垂心三角形HaHbHcの対応する辺に平行である[8]。つまり、{\displaystyle Q_{b}P_{c}\parallel H_{b}H_{c},Q_{c}P_{A}\parallel H_{c}H_{a},Q_{a}P_{b}\parallel H_{a}H_{b}}。

- △LNMは△ABCと{\displaystyle K}を中心にして相似である[7]。つまり、{\displaystyle {\frac {|KL|}{|KA|}}={\frac {|KM|}{|KB|}}={\frac {|KN|}{|KC|}}}。

- 三角形の辺の逆平行線であるタッカー六角形の辺は、対応する頂点と外心を結ぶ直線と直交する[7]。つまり{\displaystyle Q_{b}P_{c}\perp AO,Q_{c}P_{a}\perp BO,Q_{a}P_{b}\perp CO}。

- タッカー円の中心Tはブロカール軸KO上にある。比{\displaystyle {\frac {|KT|}{|KO|}}}は△LNMと△ABCの相似比に比例する[7]。つまり、{\displaystyle {\frac {|KT|}{|KO|}}={\frac {|KL|}{|KA|}}={\frac {|KM|}{|KB|}}={\frac {|KN|}{|KC|}}}。

- タッカー円の包絡線はブロカール点を焦点とする内接楕円（英語版）、ブロカール内接楕円（ブロカール楕円）である[8]。

- タッカー六角形が基準三角形に退化する、つまり{\displaystyle Q_{b}=P_{c}=A,Q_{c}=P_{a}=B,Q_{a}=P_{b}=C}となるとき、外接円をタッカー円として得られる。

タッカー円を線分{\displaystyle Q_{b}P_{c}}の符号付長さを媒介変数として表す。
{\displaystyle t={\begin{cases}\ \ \,|Q_{b}P_{c}|,&(A\notin P_{c}B)\\-|Q_{b}P_{c}|,&(A\in P_{c}B)\end{cases}}}
タッカー円の半径は{\displaystyle t}を用いて次の様に与えられる
{\displaystyle R(t)={\sqrt {\frac {t^{2}(a^{2}b^{2}+b^{2}c^{2}+a^{2}c^{2})-t(a^{2}+b^{2}+c^{2})abc+a^{2}b^{2}c^{2}}{(a+b+c)(-a+b+c)(a-b+c)(a+b-c)}}}}
代表的な値の場合を以下の表に載せた。
| タッカー円       | パラメタ                                                                     |
| ---------------- | ---------------------------------------------------------------------------- |
| 外接円           | {\displaystyle t=0}                                                          |
| 第一ルモワーヌ円 | {\displaystyle t={\frac {abc}{a^{2}+b^{2}+c^{2}}}}                           |
| 第ニルモワーヌ円 | {\displaystyle t={\frac {2abc}{a^{2}+b^{2}+c^{2}}}}                          |
| 第三ルモワーヌ円 | {\displaystyle t={\frac {3abc}{a^{2}+b^{2}+c^{2}}}}                          |
| 六点円           | {\displaystyle t={\frac {1}{4}}{\frac {(a+b+c)(-a+b+c)(a-b+c)(a+b-c)}{abc}}} |
| アポロニウス円   | {\displaystyle t=-{\frac {a+b+c}{2}}}                                        |

比{\displaystyle t={\frac {|KT|}{|KO|}}}で記述すると、次のようになる。
半径は、ωをブロカール角として
{\displaystyle R_{T}=R{\sqrt {t^{2}+(1-t)^{2}\tan ^{2}\omega }}}
| タッカー円       | パラメタ                                                                       |
| ---------------- | ------------------------------------------------------------------------------ |
| 外接円           | {\displaystyle t=1}                                                            |
| 第一ルモワーヌ円 | {\displaystyle t={\frac {1}{2}}}                                               |
| 第ニルモワーヌ円 | {\displaystyle t=0}                                                            |
| 剣持円           | {\displaystyle t={\tfrac {S}{S+{\frac {1}{2}}(a^{2}+b^{2}+c^{2})}}}（Sは面積） |
| ゲラトゥリ円     | {\displaystyle t=\sin ^{2}\omega }                                             |
| 六点円           | {\displaystyle t=-\cos {\hat {A}}\cos {\hat {B}}\cos {\hat {C}}}               |
| アポロニウス円   | {\displaystyle t={\frac {p(p^{2}-r^{2})}{abc}}}（rは内半径、pは半周長）        |

## 空間
ルモワーヌ点を持つ四面体（等力四面体）にも、同様にしてタッカー円の類似物、タッカー球を作ることができる。
等力四面体A1A2A3A4とルモワーヌ点を中心に相似の位置にある四面体B1B2B3B4について、平面B2B3B4と直線A1A2,A1A3, A1A4の交点、平面B3B4B1と直線A2A1,A2A3, A2A4の交点、平面B4B1B2と直線A3A1,A3A2, A1A4の交点、平面B1B2B3と直線A4A1,A4A2, A4A3の交点、延べ12点は同一球面上にある。この球をタッカー球と言う。